# ヨハン・エドゥアルト・エルトマン

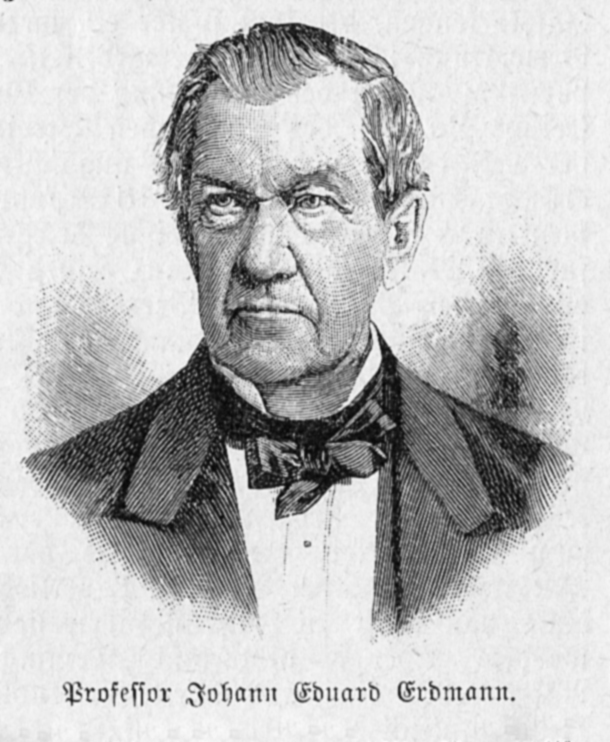
ヨハン・エドゥアルト・エルトマン

ヨハン・エドゥアルト・エルトマン （独: Johann Eduard Erdmann、1805年6月12日 - 1892年6月13日）はドイツの哲学者。ヘーゲル中央派、またはヘーゲル右派に属す。
ラトビアのヴォルマール（ヴァルミエラ）に生まれ、ベルリン大学で神学を学ぶ。当時のベルリン大学はヘーゲル哲学の牙城であり、彼も例外なくヘーゲルの影響の元で学んだ一人である。卒業後、地元の教会で司祭をしていたが、その後生涯を哲学に捧げるため、1834年にベルリン大学へ。1836年にハレ大学の員外教授、1839年に正教授になる。死ぬまで、ハレで過ごした。
哲学の業績では、ヘーゲル哲学の解説で終わっており、かすかに身心同一的な立場をとったというのがある程度である。ただ、哲学史においては「哲学史綱要」(Grundriss der Geschichte der Philosophie)などの業績がある。彼は、哲学の歴史を人間の思考の連続であり、常に直面していた問題を解決しようとした努力の賜物と見ていた。他にライプニッツの著作集の刊行を精力に行い、ライプニッツのモナドロジーの思想の普及に貢献した。